# Donna Kellogg
Donna Victoria Kellogg (Derby, 20 de enero de 1978) es una deportista británica que compitió en bádminton para Inglaterra en las modalidades de dobles y dobles mixto.
Ganó una medalla de plata en el Campeonato Mundial de Bádminton de 2006 y seis medallas en el Campeonato Europeo de Bádminton entre los años 1998 y 2008.
Participó en tres Juegos Olímpicos de Verano, entre los años 2000 y 2008, ocupando el quinto lugar en Sídney 2000, en la prueba de dobles.

## Palmarés internacional
| Representando a Inglaterra |                          |                   |              |
| Campeonato Mundial         |                          |                   |              |
| Año                        | Lugar                    | Medalla           | Prueba       |
| 2006                       | Madrid (España)          | Medalla de plata  | Dobles mixto |
| Campeonato Europeo         |                          |                   |              |
| Año                        | Lugar                    | Medalla           | Prueba       |
| 1998                       | Sofía (Bulgaria)         | Medalla de bronce | Dobles       |
| 2000                       | Glasgow (Reino Unido)    | Medalla de oro    | Dobles       |
| 2006                       | Den Bosch (Países Bajos) | Medalla de oro    | Dobles       |
| 2006                       | Den Bosch (Países Bajos) | Medalla de bronce | Dobles mixto |
| 2008                       | Herning (Dinamarca)      | Medalla de oro    | Dobles mixto |
| 2008                       | Herning (Dinamarca)      | Medalla de plata  | Dobles       |